# 奧霍費利斯 (新墨西哥州)
奧霍費利斯（英語：Ojo Feliz）是位於美國新墨西哥州莫拉縣的非建制地區。

## 歷史
奧霍費利斯的郵局自1921年營運至今。

## 地理
奧霍費利斯所處的海拔為高於海平面2298米（即7539英呎），而該地所採用的時區為UTC-7，即北美山地时区（MST）。同時該地設有夏令時間，為UTC-7調快一小時，即UTC-6（MDT）。